# آی‌ام‌سی
آی‌ام‌سی (انگلیسی: International Meal Company) شرکت رستوران‌های زنجیره‌ای برزیلی است، که در سال ۲۰۰۶ تأسیس شد.